# 654 v.Chr.

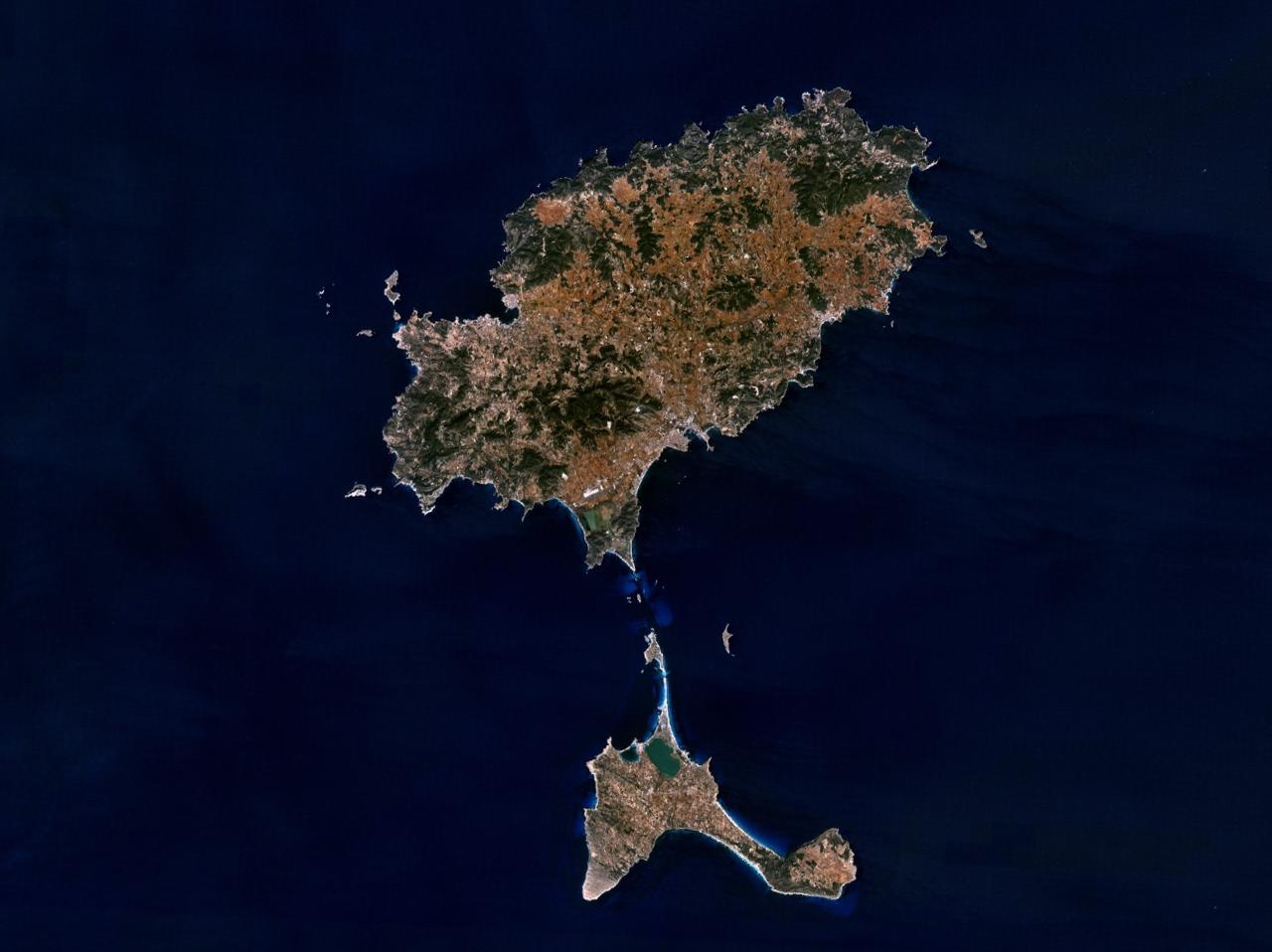
Ibiza

Het jaar 654 v.Chr. is een jaartal in de 7e eeuw v.Chr. volgens de christelijke jaartelling.

## Gebeurtenissen

### Spanje
- Op Ibiza wordt de stad Ibosim gesticht door Carthago.[1]

### Griekenland
- Griekse kolonisten stichten de stad Abdera in Thracië.[2]

### Egypte
- Farao Tanwetamani trekt zich terug uit Opper-Egypte en wordt verbannen naar Koesj.[3]

### Assyrië
- Koning Assurbanipal verwoest het koninkrijk Elam.
- Gezanten uit Urartu feliciteren Assurbanipal met het succes tegen de Elamieten.[4]

## Verwijzingen
1. ↑  Rome in Africa By Susan Raven, 1993 Routledge, ISBN 0415081505
2. ↑  A World History of Art By Hugh Honour 2005
Laurence King Publishing ISBN 1856694518
3. ↑  The Cambridge History of Africa By John Donnelly Fage 1979 Cambridge University PressISBN 0521215927
4. ↑  The Kingdom of Armenia By M. Chahin 2001 Routledge ISBN 0700714529